# Discophora froesii
Discophora froesii är en tvåhjärtbladig växtart som beskrevs av João Murça Pires. Discophora froesii ingår i släktet Discophora och familjen Icacinaceae. Inga underarter finns listade i Catalogue of Life.